# Дзержинский польский национальный район
Дзержинский польский национальный район — национальный район в составе Белорусской ССР, существовавший в 1932—1937 годах.
Район образован постановлением ЦИК БССР 15 марта 1932 года в западной части Белорусский ССР, на территории, населённой преимущественно поляками, составлявшими на момент образования 49,4 % от всего населения района. Центром района было назначено местечко Дзержинск (до этого носивший наименование Койданово).
В районе действовали польские школы и библиотеки, распространялись книги и газеты на польском языке. Польский язык использовался в местном делопроизводстве.
Район был упразднён постановлением ЦИК БССР от 31 июля 1937 года, территория района была распределена между Заславским, Минским и Узденским районами. В 1938 году часть польского населения района была депортирована.

## История
Во второй половине 1920-х — первой половине 1930-х руководство Советского Союза проводило политику коренизации, в ходе которой в стране был образован ряд автономных областей и районов, в том числе два польских района: имени Дзержинского в составе Белорусской ССР и имени Мархлевского в составе Украинской ССР. Целью создания этих польских национальных районов была советизация польского населения.
Польский национальный район имени Дзержинского был образован 15 марта 1932 года в составе Белорусской ССР, около тогдашней границы СССР с Польшей. Территория национального района составляла 1000 км², население около 44 тысяч человек. Центром района стал город Койданово, который в связи с созданием автономии был переименован в Дзержинск. Название район получил в честь Феликса Дзержинского, создателя Всероссийской чрезвычайной комиссии (ВЧК).
Культурная автономия поляков, населявших Дзержинский район, не была чисто формальной. На территории района действовали польские школы и библиотеки, издавались польскоязычные книги, газеты и журналы. Польский язык был одним из официальных языков района. Он применялся во всех партийных и государственных учреждениях района, включая милицию и суды.
С 9 по 15 декабря 1935 года в Дзержинском районе работала специальная бригада ЦК КП(б)Б, изучавшая состояние национальной польской работы. По всем польским сельсоветам было зафиксировано снижение как абсолютной численности поляков, так и процентного соотношения их и жителей других национальностей. Разноуровневый характер приведенных сведений не позволяет достоверно определить реальную степень уменьшения абсолютного и относительного числа польского населения в национальных польских сельсоветах района. Вместе с тем в целом данные подтверждают сам факт такого уменьшения. Видится, что свою роль в этом сыграли несколько факторов: переезд поляков в другие регионы (добровольное или принудительное), слабовыраженные национальное самосознание и самоидентификация польского населения, государственная политика поиска «врагов народа» и «польских шпионов», искажение фактического состояния национального состава нацсоветов при их образовании.
По результатам работы этой бригады 5 мая 1936 года Бюро ЦК КП(б)Б приняло постановление «О реорганизации некоторых польских сельсоветов Дзержинского района в белорусские», в советском порядке оформленном постановлением Президиума ЦИК БССР, согласно которому 7 польских сельсоветов Дзержинского района были реорганизованы в белорусские.
Причины ликвидации польских национальных районов не очень ясны. Возможно, это связано с тем, что Сталин изменил свои планы относительно судьбы Польши и не хотел иметь в Советском Союзе польских административных единиц. Возможно, поляки слишком трудно поддавались советизации. Так или иначе, вслед за районом имени Мархлевского (ликвидированным в 1935 году) в 1937 году был ликвидирован район имени Дзержинского. Школы, библиотеки, другие польские культурные центры были закрыты. Многие этнические поляки были высланы в Казахстан и Сибирь.